# Marie Prevost
Marie Prevost, właśc. Mary Bickford Dunn (ur. 8 listopada 1896 lub 1898 w Sarni, zm. 23 stycznia 1937 w Hollywood) – amerykańska aktorka filmowa pochodzenia kanadyjskiego.

## Filmografia
- 1915: His Father's Footsteps
- 1917: Two Crooks
- 1921: Paryski skandal jako Liane-Demarest
- 1923: Czerwone światła jako Ruth Carson
- 1929: Bezbożna dziewczyna jako Mame
- 1936: Cain i Mabel jako Recepcjonistka Shermana

## Wyróżnienia
Ma swoją gwiazdę na Hollywoodzkiej Alei Gwiazd.